# Aderus inflatus
Aderus inflatus es una especie de coleóptero de la familia Aderidae. Fue descrita científicamente por George Charles Champion en 1890.

## Distribución geográfica
Habita en México y Nicaragua.